# Anna Maria Bottini
Anna Maria Bottini (24 de marzo de 1916 – 9 de agosto de 2020) fue una actriz italiana.

## Biografía
Bottini asistió a la Accademia dei Filodrammatici en Milán, donde se graduó en 1936, Bottini comenzó su carrera como actriz después de la finalización de la Segunda Guerra Mundial.
Bottini apareció en una docena de películas, trabajando con directores como Luchino Visconti, con quién trabajó en The Leopard. Bottini abandonó el mundo de la actuación a principios de los años 80, dedicándose más al teatro.
Bottini murió el 9 de agosto de 2020 a los 104 años.

## Filmografía
- The Sons of the Marquis Lucera (1938)
- Altura (1949)
- Canzoni per le strade (1950)
- La paura fa 90 (1951)
- Abbiamo vinto! (1951)
- The Walk (1953)
- Angels of Darkness (1953)
- The Law (1959)
- The Overtaxed (1959)
- The Leopard (1963)
- The Swindlers (1963)
- A Monster and a Half (1964)
- Rugantino (1973)